# Phil Bloss
Philip Kenneth Bloss (sinh ngày 16 tháng 1 năm 1953 ở Colchester, Essex) là một cầu thủ bóng đá người Anh thi đấu ở Football League, ở vị trí tiền vệ.